# Toya hessei
Toya hessei är en insektsart som först beskrevs av Frederick Arthur Godfrey Muir 1929.  Toya hessei ingår i släktet Toya och familjen sporrstritar. Inga underarter finns listade i Catalogue of Life.